# Daniel Whitby

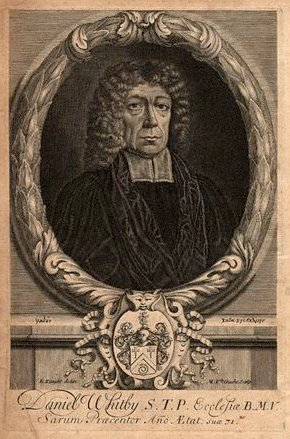
Daniel Whitby c.1708 by Michael Vandergucht

Daniel Whitby (1638-1726) foi um teólogo Inglês. Um ministro arminiano na Igreja da Inglaterra, Whitby era conhecida por ser fortemente anti-calvinista e mais tarde deu evidências de uma forte tendência ariana e unitária. Ele atacou John Mill, em trabalho variantium Examen Lectionum Johannis Milli (Londres 1709). Em 1710 ele havia escrito seu Discurso sobre o "Cinco Pontos" [do Calvinismo, que acabou atraindo respostas calvinista do Inglês João Batista Gonçalves em sua causa de Deus e da Verdade (1735) e American Congregationalist Jonathan Edwards em sua liberdade da Vontade (1754) . 
Whitby é considerada por muitos a ter sistematizado Pós-milenismo, mesmo que as sementes dessa crença milenarista foram plantadas muito antes com pessoas como Agostinho. Apesar de Whitby pode ter sido um ministro arminiano, Pós-milenismo agora é comumente associado com as igrejas calvinistas e Pactual, igrejas especificamente Reconstrucionismo.